# Gastronomía de Malí

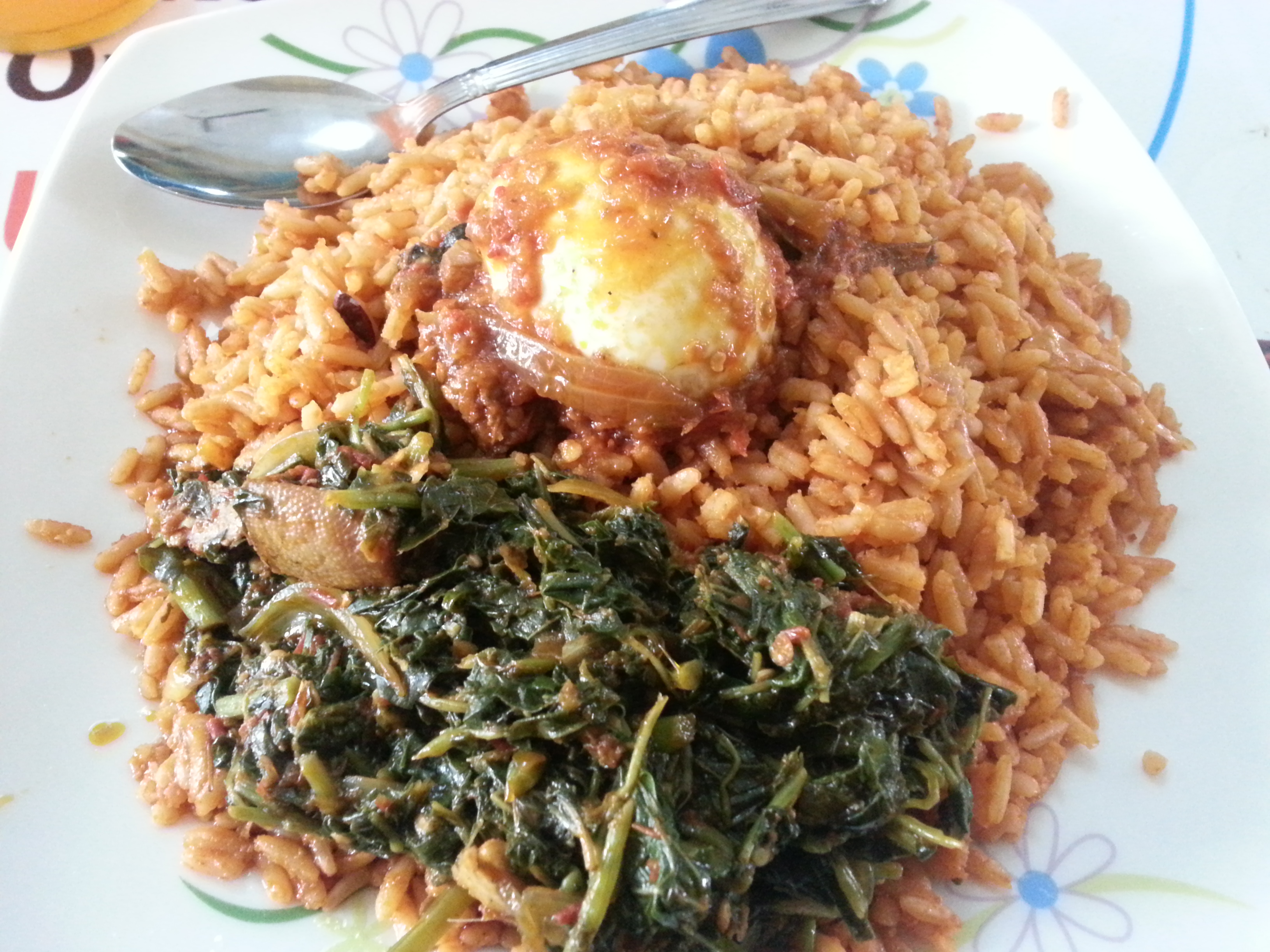
Jollof Arroz con vegetales y un huevo hervido

La gastronomía de Malí incluye el arroz y el mijo como alimentos básicos de Malí, una cultura alimentaria fuertemente basada en granos de cereal. Los cereales generalmente se preparan con salsas hechas de hojas comestibles, como de batata o baobab, con salsa de tomate y cacahuetes. Los platos pueden ir acompañados de trozos de carne a la parrilla (típicamente pollo, cordero, ternera o cabra).

La gastronomía maliense varía entre región y región. Comparte similitudes con la gastronomía de África Occidental, como ingredientes entre los que se incluyen el fufu, el arroz Jollof y el maafe (salsa de mantequilla de maní).

Malí en África occidental
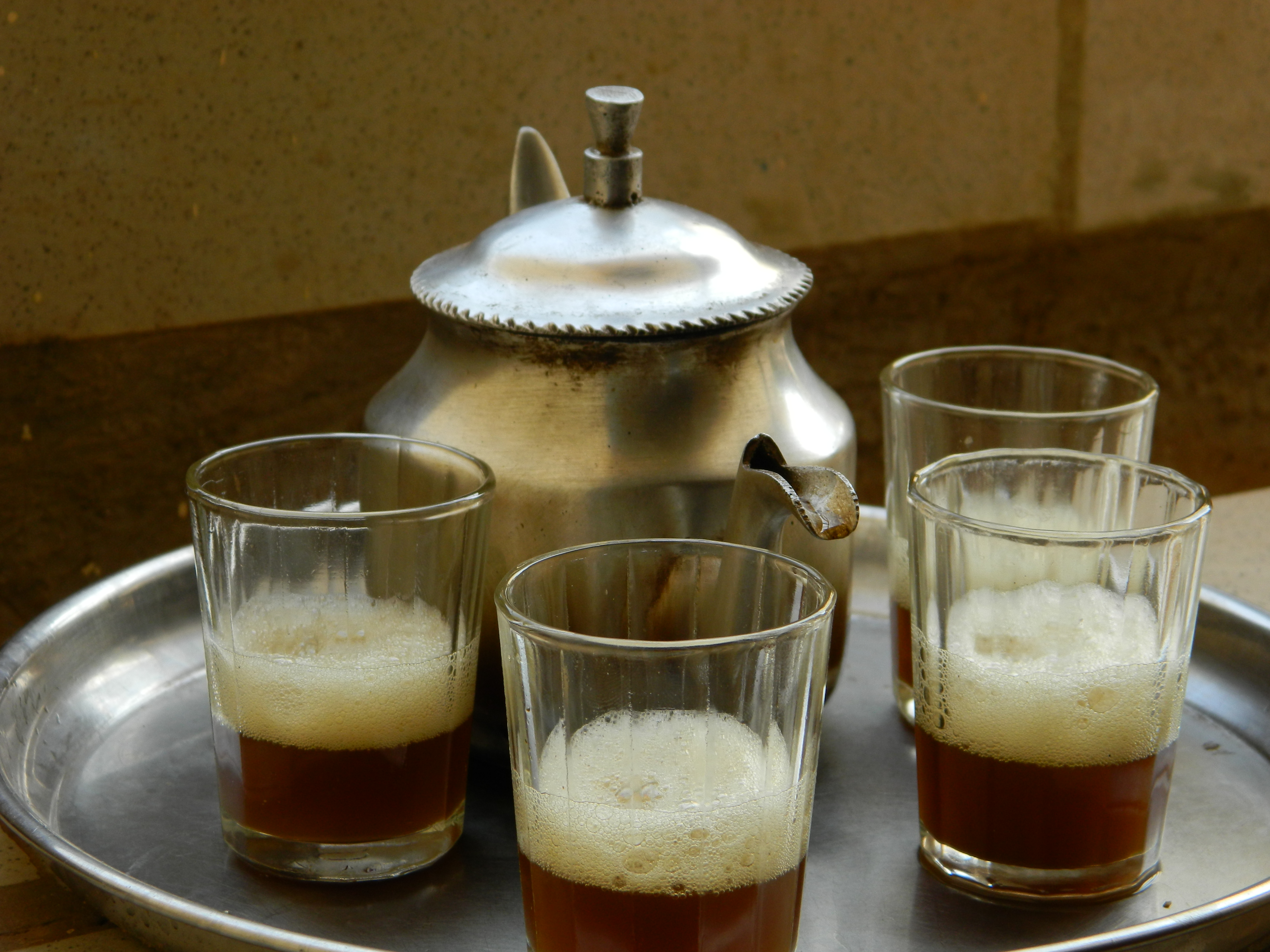
Té malinés
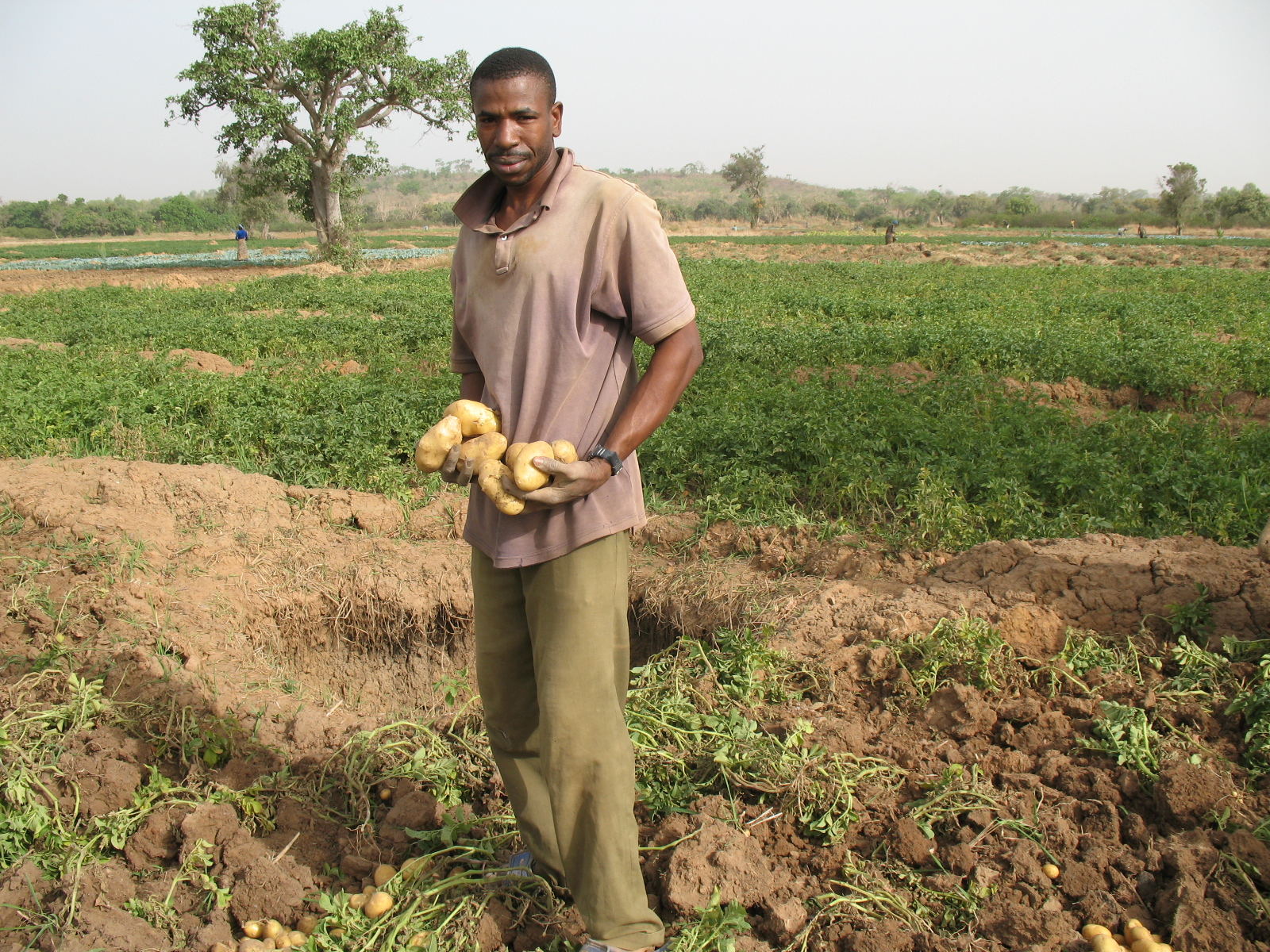
Campesino con patatas.
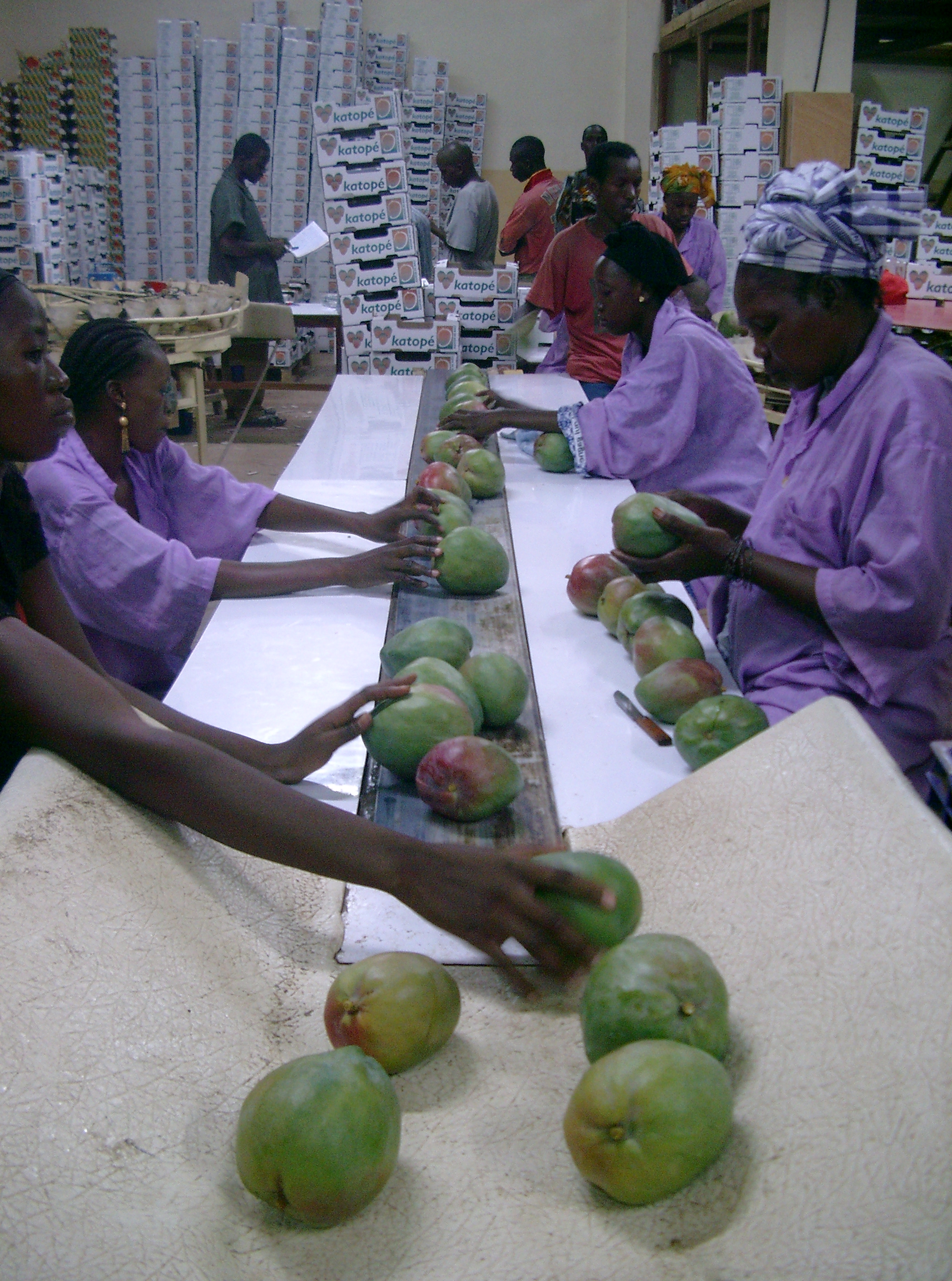
Manufactoría de mangos.